# 홍현항
홍현항(虹峴港)은 경상남도 남해군 남면 홍현리, 홍현마을 인근에 있는 어항이다. 2002년 8월 6일 어촌정주어항으로 지정하여 관리하고 있다. 시설관리자는 남해군수이다.

## 어항 연혁
- 예부터 전복과 소라가 많이 잡히는 곳으로 무지개 모양의 고개가 있는 곳이라 하여 홍현(虹峴)이라 유래되었다.

## 어항 시설
- 방파제 L=86m, B=5.5m, 선착장 L=133m, B=4.0m, 물량장 L=24m, B=28m, 호안 L=120m, B=6.0m

## 주요 어종
- 전복, 소라, 해삼, 멍게, 성게, 해조류 등